# Jean-Jacques Grünenwald
Jean-Jacques Grunenwald (Cran-Gevrier (Alta Savoia), 2 de febrer, 1911 - París, 19 de desembre, 1982), va ser un organista, improvisador, compositor, professor i arquitecte francès.

## Biografia
Jean-Jacques Grunenwald va néixer, prop d'Annecy, a l'Alta Savoia. La seva família, originària de Polònia, es va refugiar a Suïssa al segle XVII. El seu pare, arquitecte, va treballar en la construcció de la basílica de la Visitació a Annecy. Estudiant de l'Escola Nacional de Belles Arts, també esdevingué arquitecte (DPLG el 1941) però també era un apassionat de l'orgue.
Va obtenir el primer premi d'orgue i improvisació musical al Conservatori de París en la classe de Marcel Dupré, del qual va ser substitut de l'orgue de l'església Sant Sulpici de París. Va compartir amb Daniel-Lesur i Jean Langlais l'estrena pública de La Nativité du Seigneur d'Olivier Messiaen a l'orgue Trinity l'any 1936. Primer premi de composició a la classe d'Henri Büsser l'any 1938, va ser el primer segon Gran Premi de Roma el 1939. amb la seva cantata La Farce du mari fondu, va succeir a Jean Langlais al podi de l'"Església de Saint-Pierre" a Montrouge, va impartir classes a la Schola Cantorum de París de 1958 a 1962 i al Conservatori de Música de Ginebra de 1960 a 1966.
Entre els seus alumnes i deixebles, podem citar Jean-Pierre Decavèle (nascut el 1935), Christian Robert (1935), Raffi Ourgandjian (1937), Louis Robilliard, Gérard Bougeret (1953) i Daniel Fuchs.

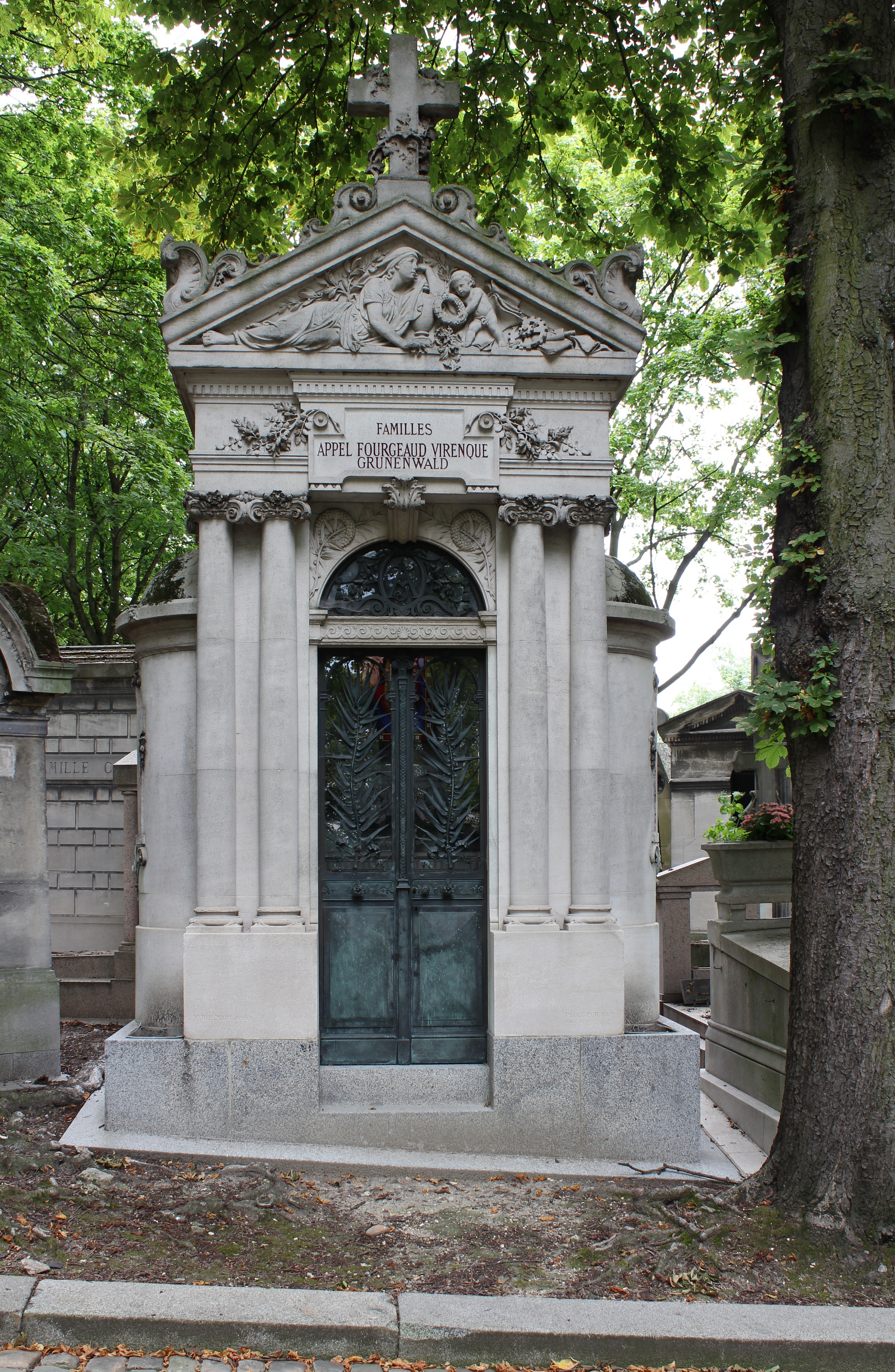
Tomba de Jean-Jacques Grunenwald al cementiri del Père-Lachaise.

Compositor per a orgue, piano, orquestra i altres grups, també és autor de diverses partitures de pel·lícules, de vegades amb el pseudònim de Jean Dalve. L'any 1964, l'Oficina de Ràdio i Televisió francesa (ORTF) li va encarregar, a proposta del seu assessor Daniel-Lesur, la creació del tema musical dels crèdits d'obertura i de tancament del primer canal de televisió, emès diàriament fins a la dissolució de l'Oficina l'any 1975.
Després de la mort de Marcel Dupré, Jean-Jacques Grunenwald el va succeir el 1973 a la tribuna de Saint-Sulpice com a titular. Va ocupar el càrrec fins a la seva mort. També va ser un concertista conegut internacionalment amb més de 1.500 recitals d'orgue (Estats Units, Turquia, URSS, Txecoslovàquia, Polònia, Alemanya, Suïssa, Països Baixos, Bèlgica, Dinamarca, etc.).
Va morir a París el 19 de desembre de 1982. Va ser enterrat a la capella de la família Appel Fourgeaud Virenque Grunenwald al cementiri de Père-Lachaise (divisió 71).

## Estètica
| « | "Veig literalment —com el primer esbós d'un pla arquitectònic, reduït a uns quants eixos principals— la forma de la meva obra i modelo el meu pensament musical segons aquest esquema imaginari." | » |

Segons Bernard Gavoty, Grunenwald va ser un músic vigorós i sa que va deixar obres que sorprenen per la claredat del seu pla, la naturalitat de les seves harmonies, la fermesa del seu disseny, la seva expressió melòdica.

## Composició
Orgue sol

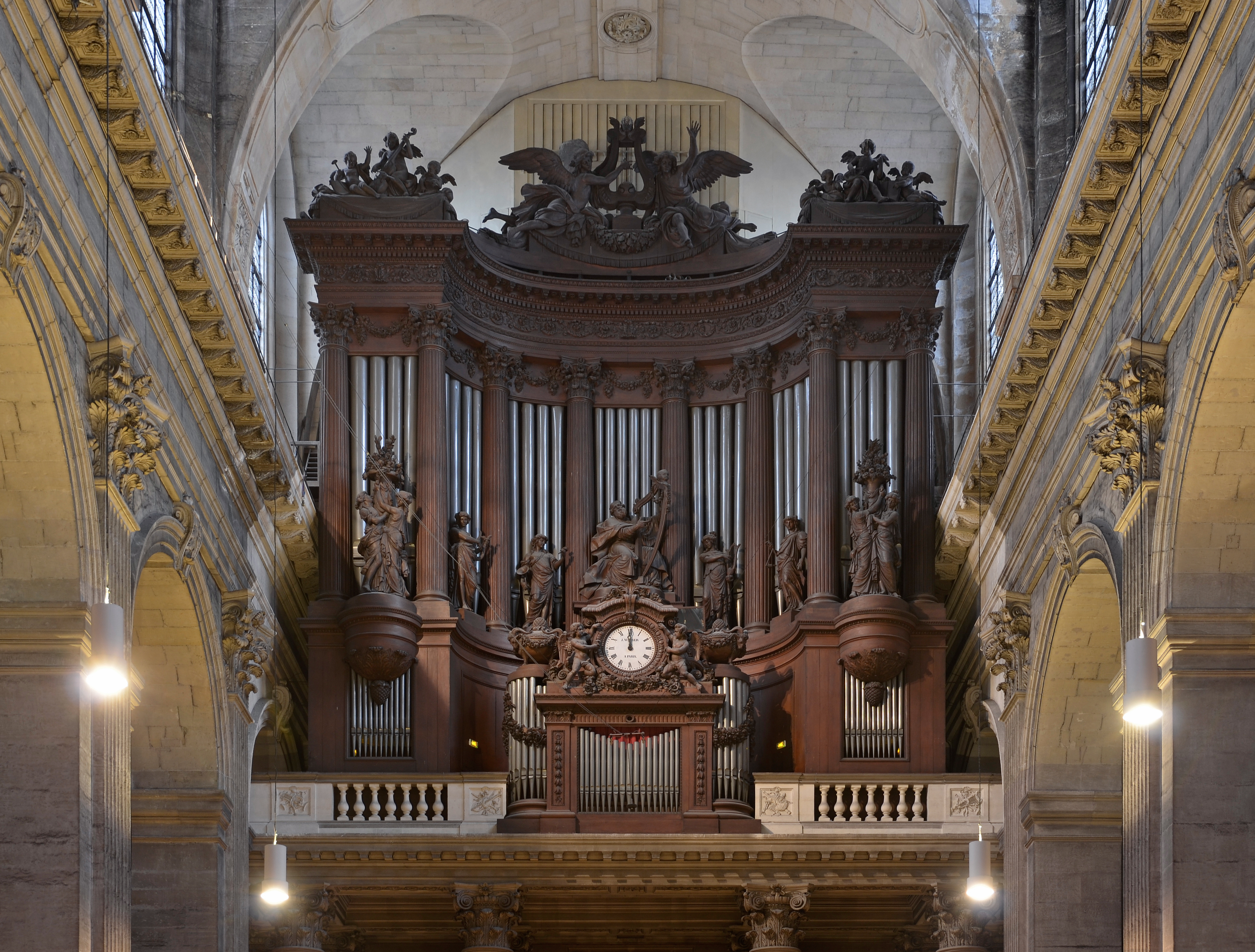
Grand orgue de l'església de Saint-Sulpici (1862) d'Aristide Cavaillé-Coll

- Première Suite : i : Nativité. ii : Le Jardin des Oliviers. iii : Grave. iv : Les Divins Espoirs. v : Allégresse (1937)
- Deuxième Suite : vi : Procession. vii : Poème mystique. viii : Scherzetto. ix : La Mélodie intérieure. x : Toccata (1938)
- Berceuse (1939)
- Quatre Élévations : i : Très lent. ii : Lent et doucement. iii : Lent. iv : Lent (1939)
- Hymne aux Mémoires héroïques (1939)[13]
- Hymne à la Splendeur des Clartés (1940)[14]
- Variations brèves sur un noël du siegle XVI "Je me suis levé" (1949)[14]
- Cinq Pièces pour l'Office Divin : i : Entrée (récit de cornet). ii : Offertoire (ricercare). iii : Élévation (tiento). iv : Communion (méditation). v : Sortie (Alleluia) (1952)[14]
- Fugue sur les jeux d'anches (1954)[13]
- Diptyque liturgique : i : Preces. ii : Jubilate Deo (1956)
- Hommage à Josquin des Prés (1956)
- Introduction et Aria (1958)[13]
- Messe du Très Saint Sacrement : i : Introït. ii : Offertoire. iii : Élévation. iv : Communion. v : Postlude sur Lauda Sion (1960)
- Adoratio (1964)
- Sonate : i : Introduction et thème varié. ii : Fioritures sur une antienne. iii : Récit en taille. iv : Final (1964)[14]
- Pièce en Mosaïque (Contrastes) (1966)
- Pastorale mystique (1968)
- Oppositions (1976)
- Postlude alléluiatique (1977)

Piano sol

- Prélude (1936)
- La mélodie intérieure (1944)
- Fantasmagorie (Scherzo) (1946)
- Cahier pour Gérard, cinq pièces (1948)
- Capriccio pour piano (1958)
- Partita (1971)

Piano i orquestra

- Concerto (1940)[14]
- Concert d'été pour piano et orchestre à cordes (1944)[14]

Orquestra

- Fêtes de la lumière (1937)[14]
- Bethsabée, suite pour orchestre (1943)[14]
- Ouverture pour un drame sacré (1954)[14]

Obres diverses

- Suite de danses pour clavecin ou piano (1948)
- Fantaisie-arabesque pour clavecin (ou piano), hautbois, clarinette en la et basson (1950)
- Sardanapale, drame lyrique en trois actes (1945-1950)[14]
- Cantate pour le vendredi saint (1955)[14]
- Variations sur un thème de Machaut pour clavecin (1957)
- Te Deum pour orchestre d'Henry Barraud (1900-1997), arrangé pour chœurs et orgue par Jean-Jacques Grunenwald (1957)
- Psaume Plantilla:CXXIX (De profundis) pour chœur mixte et orchestre (1958)[14]
- Fantaisie en dialogue pour orgue et orchestre (1964)[14]
- Tu es Petrus pour chœur et deux orgues (1965)
- Sonate de concert pour trompette et orchestre à cordes ou trompette et orgue (1967)

Música de pel·lícules

- Les Anges du péché (1943, Robert Bresson)[15]
- Falbalas (1945, Jacques Becker)[15]
- Les Dames du bois de Boulogne (1945, Robert Bresson)[15]
- Dernier refuge (1947, Marc Maurette)[15]
- Antoine et Antoinette (1947, Jacques Becker)[15]
- Monsieur Vincent (1947, Maurice Cloche)[15]
- Docteur Laennec (1949, Maurice Cloche)[15]
- La Route inconnue (1949, Léon Poirier)[15]
- Le Journal d'un curé de campagne (1951, Robert Bresson)[15]
- Édouard et Caroline (1951, Jacques Becker)[15]
- La Vérité sur Bébé Donge (1952, Henri Decoin)[15]
- Jocelyn (1952, Jacques de Casembroot)[15]
- Mina de Vanghel (1953, Maurice Barry i Maurice Clavel)[15]
- L'Étrange désir de Monsieur Bard (1953, Géza von Radványi)[15]
- Les Amants de Tolède (1953, Henri Decoin et Fernando Palacios)[15]
- Le Rideau cramoisi (1953, Alexandre Astruc)[15]
- Navigation marchande atlantique (1954, Georges Franju)[15]
- Le Chevalier de la nuit (1954, Robert Darène)[15]
- Le Défroqué (1954, Léo Joannon)[15]
- L'Homme aux clés d'or (1956, Léo Joannon)[15]
- S.O.S. Noronha (1957, Georges Rouquier)[15]
- Les Aventures d'Arsène Lupin (1957, Jacques Becker)[15]
- Les Genoux d'Ariane (sous le pseudonyme de Jean Dalve, 1960, Pierre Rissient)[16]
- Ce soir ou jamais (sota el pseudònim de Jean Dalve, 1961, Michel Deville)[16]
- Adorable Menteuse (sous le pseudonyme de Jean Dalve, 1962, Michel Deville)[16]
- À cause, à cause d'une femme (sota el pseudònim de Jean Dalve, 1963, Michel Deville)[16]
- L'Appartement des filles (sota el pseudònim de Jean Dalve, 1963, Michel Deville)[16]

## Enregistraments
De 1957 a 1962, enregistrà les primeres obres completes de Johann Sebastian Bach al gran orgue Gonzalez de la catedral de Saint-Gervais-et-Saint-Protais de Soissons.
Beneficiat de l'auge del disc en LP als anys seixanta, va gravar un repertori que va des del segle XVI italià fins als seus contemporanis Messiaen i Jolivet, així com les seves pròpies improvisacions i la participació en obres amb orquestra i cors. Les seves composicions, principalment les per a orgue, també s'enregistren regularment. • LP indica un disc microgroove, CD un disc compacte d'àudio.

## Com a intèrpret
- Buxtehude: Fugue BuxWV 174 ; Prélude et fugue BuxWV 149. Cathédrale de Soissons. Résonances (1958)[b]
- Du Mage: Livre d’orgue. basilique Saint-Quentin de Saint-Quentin (concert du 27-28 mai 1967). LP Sonotec C 76.50
- Grigny: Le Livre d’orgue (extraits). Chapelle royale de Versailles. LP Vega C 30 X 344 (1961)[19]
- Grigny: Le Livre d’orgue. Cathédrale Saint-Pierre de Poitiers. Coffret 3 LP Vega 8.701/702/703 (1968); reedició amb cant gregorià alternat, 2 CD Accord ACC.220.712 et 722 (1990)[c]
- Jolivet: Messe pour le jour de la paix, amb Jacqueline Silvy, soprano, sota la supervisió artística del compositor. LP Vega C 30 A 302 (1961)
- Messiaen: Dieu parmi nous; Le Banquet céleste. Cathédrale de Soissons. 45 t 17 cm Résonances n° 24 (1959)
- Anthologies 
  - Bach: Œuvres choisies. Collégiale de Saint-Quentin. 3 LP Sonotec (1969-1971)
  - Franck: 12 grans peces per a orgue. Abbatiale Saint-Ouen de Rouen. 3 LP Edici ED 003107/08/09 (1969)
  - «Frescobaldi à Brescia». Église San Giuseppe de Brescia. LP Vega C 30 A 312 - C 30 ST20.162 (1961)
  - «L’Orgue classique» : Purcell, Cabezon, Franck, Clérambault, Mozart, Liszt. Église Saint-Pierre de Montrouge. LP Vega C 30 S 304 (1961)
  - «L’Orgue classique en Italie» : A. Gabrieli, L. Rossi, G. Gabrieli, G.B. Martini, Zipoli, Frescobaldi. Església de San Giuseppe de Brescia. LP Vega 17 cm 33 t C 37 A 329 (1961)
  - «Florilège de la musique classique italienne»: Palestrina, A. Valente, G. Gabrieli, M. Rossi, G.B. Martini, Frescobaldi, Corradini, Pasquini. Església de San Giuseppe de Brescia. LP Vega C 30 A 313 - C 30 ST 20.013 (1961)
  - «Noëls anciens français»: Lebègue, Dandrieu, Dornel, Balbastre, Corrette, Daquin. Collégiale de Saint-Quentin. LP Sonotec SFP 71040 (1967)
  - «Die Aristide Cavaillé-Coll von St. Sulpice, Paris»: Clérambault, Widor, Dupré. LP Psallite 147/310775 PET (1975, DE), recuperat sur CD «Hommage à Jean-Jacques Grunenwald » Motette Ursina MOT 10521 (2005, DE) EAN 4008950105215.

Part d'orgue

- Albinoni-Giazzoto: Adagio per a cordes i orgue. Orquestra Louis de Froment. 45 t 17 cm Pathé 45 ED 80 (1956), diverses reedicions en LP
- Lili Boulanger: Pie Jesu; Salm 24. Solistes, cor Elisabeth Brasseur i Orquestra Lamoureux, dir. Igor Markevich. LP Everest LPBR 6059 M (1960)[d] i EMI VSM 2 C 085-95520 (1976). CD EMI reeditat CDM7642812 (1992) (EAN 0077776428123) i Everest (1995) (EAN 0723918903422)
- Stravinsky: Canticum Sacrum. Concerts del Domini Musical, dir. Robert Craft; gravat en presència del compositor. LP Vega C 30 A 120 (1956), CD reedició Adès 132932 (1991) (EAN 3229262035125)

Improvisacions

- A l'orgue Cavaillé-Coll de l'església de Saint-Sulpice: 5 esbossos simfònics de temàtica gregoriana; Suite francesa improvisada sobre Salve Regina; Toccata sobre Veni Creator Spiritus. LP "Improvisations" Motette Ursina M1052 (1981, DE), inclòs al CD "Homage to Jean-Jacques Grunenwald" Motette Ursina MOT 10521 (2005, DE) (EAN 4008950105215)

Composicions

Obres d'orgue
Recitals
A partir de 1966, van incloure nombrosos organistes, com Robert Noehren (de), Jean-Claude Raynaud, Conrad William Eden (en), Michael Matthes, Vincent Warnier, Marcus Torén (sv), Daniel Cook (en), Dan Zerfaß (de), peces de Grunenwald en els seus recitals.
- Richard-Anthelme Jeandin (1929-2014), professor d'orgue a Ginebra al mateix temps que Grunenwald, va oferir un concert el 7 de maig de 1966 a l'orgue del Conservatori de la Sonata de 1964 del seu col·lega (CD "Hommage à Richard- Anthelme Jeandin" Gallo 1554 , 2019 (EAN 7-619918-155424)).
- A Saint-Sulpice, les organistes substitutes Françoise Renet i Sophie-Véronique Cauchefer-Choplin, i Daniel Roth, successor de Grunenwald el 1985, van gravar obres del mestre al gran orgue Cavaillé-Coll.[20]

Antologies

- Elmar Jahn: Jubilate Deo; Primera suite; Cinq Pièces pour l'Office divin; Hommage à Josquin des Prés; Élévation IV; Variations brèves sur un Noël; Introduction et Aria. Església Saint-Ouen de Rouen. CD Édition R & J ERJ01 (1995, DE) (IDN=356104206)
- Jeremy Filsell: Hymne aux Mémoires héroïques; Hymne à la Splendeur des Clartés; Introduction et Aria; Messe du Saint-Sacrement; Adoratio; Oppositions; Les Divins Espoirs; Toccata; Hommage à Josquin des Prés; Diptyque liturgique. Església Notre-Dame de France, Londres. CD Herald HAVPCD 239 (2008, UK) (UPC=794638023929)
- Jean-Luc Étienne: Dues suites; Quatre Élévations; Cinq pièces pour l’Office divin; Diptyque liturgique. Església de la Trinitat. CD Festivo 6962 422 2014, NL) (EAN 8716114624224)

Obres diverses

- Motet Tu es Petrus: Chœur de Mayence, Stefan Weiler, Daniel Roth (grand orgue), Sophie-Véronique Cauchefer-Choplin (orgue de chœur). CD «La tradition de Saint-Sulpice», IFO Classics 00086 (2001, DE) (EAN 4037102000863)
- Psaume 129; Motet Tu es Petrus: Vasari Singers, Jeremy Filsell (orgue), dir. Jeremy Backhouse. CD Signum SIGCD163 (2009, UK)

Suite de danses : Aleksandra Garbal, clavecin. CD « 20th century harpsichord music » Acte Préalable AP0394 (2017, Pologne) (EAN 5901741653942)
Vídeo

- Poulenc: Concert per a orgue, orquestra de corda i timbals. Orquestra Filharmònica ORTF, dir. Georges Priest. ORTF París 23 de març de 1968. DVD “Francis Poulenc & Friends” EMI Classics, coll. "Arxiu clàssic" DVB 3102009 (EAN 0094631020094)

## Homenatge
Una placa commemorativa està col·locada a la façana de l'edifici al número 9 de la rue Dupont-des-Loges, al 7è districte de París, on va viure des de 1969 fins a la seva mort.